# Distretto di Moravica
Il distretto di Moravica  (in serbo Моравички округ?, Moravički okrug) è un distretto della Serbia centrale.

## Comuni
Il distretto si divide in quattro comuni:
- Gornji Milanovac
- Čačak
- Lučani
- Ivanjica